# Olga Barabanschikova
Olga Barabanschikova (née le 2 novembre 1979 à Minsk) est une joueuse de tennis biélorusse, professionnelle du milieu des années 1990 à 2004.
En 2000, elle a joué les huitièmes de finale à Wimbledon (battue par Lisa Raymond). Il s'agit de sa meilleure performance en simple dans une épreuve du Grand Chelem.
Elle s'est maintenant recyclée comme chanteuse pop dans son pays natal tout en ayant fait des essais en tant que mannequin.

## Palmarès

### Titre en simple dames
Aucun

### Finale en simple dames
| No | Date       | Nom et lieu du tournoi     | Catégorie | Dotation  | Surface    | Vainqueure       | Score         |          |
| -- | ---------- | -------------------------- | --------- | --------- | ---------- | ---------------- | ------------- | -------- |
| 1  | 03/08/1998 | Enka Ladies Open, Istanbul | Tier IV   | 107 500 $ | Dur (ext.) | Henrieta Nagyová | 6-4, 3-6, 7-6 | Parcours |

### Titre en double dames
Aucun

### Finale en double dames
| No | Date       | Nom et lieu du tournoi         | Catégorie | Dotation  | Surface    | Vainqueures                     | Partenaire     | Score         |          |
| -- | ---------- | ------------------------------ | --------- | --------- | ---------- | ------------------------------- | -------------- | ------------- | -------- |
| 1  | 18/10/1999 | Eurotel Slovak Open Bratislava | Tier IVb  | 110 000 $ | Dur (int.) | Kim Clijsters Laurence Courtois | Lilia Osterloh | 6-2, 3-6, 7-5 | Parcours |

## Parcours en Grand Chelem

### En simple dames
| Année | Open d'Australie | Open d'Australie  | Internationaux de France | Internationaux de France | Wimbledon       | Wimbledon           | US Open         | US Open          |
| ----- | ---------------- | ----------------- | ------------------------ | ------------------------ | --------------- | ------------------- | --------------- | ---------------- |
| 1997  | -                | -                 | 1er tour (1/64)          | Karina Habšudová         | 2e tour (1/32)  | Martina Hingis      | 3e tour (1/16)  | Florencia Labat  |
| 1998  | 3e tour (1/16)   | Mary Pierce       | 1er tour (1/64)          | Nathalie Dechy           | 1er tour (1/64) | Alexia Dechaume     | 2e tour (1/32)  | Nathalie Tauziat |
| 1999  | -                | -                 | 2e tour (1/32)           | Irina Spîrlea            | 2e tour (1/32)  | Alexandra Stevenson | 1er tour (1/64) | Angeles Montolio |
| 2000  | 2e tour (1/32)   | Conchita Martínez | 1er tour (1/64)          | Barbara Rittner          | 4e tour (1/8)   | Lisa Raymond        | 1er tour (1/64) | Anne Kremer      |
| 2001  | 1er tour (1/64)  | Tina Pisnik       | -                        | -                        | -               | -                   | -               | -                |

À droite du résultat, l’ultime adversaire.

### En double dames
| Année | Open d'Australie            | Open d'Australie        | Internationaux de France   | Internationaux de France  | Wimbledon                    | Wimbledon                 | US Open                     | US Open                   |
| ----- | --------------------------- | ----------------------- | -------------------------- | ------------------------- | ---------------------------- | ------------------------- | --------------------------- | ------------------------- |
| 1997  | -                           | -                       | -                          | -                         | 1er tour (1/32) S. Smith     | G. Fernández N. Zvereva   | -                           | -                         |
| 1998  | 1er tour (1/32) L. Pleming  | B. Rittner Elena Wagner | 1er tour (1/32) H. Nagyová | Meike Babel W. Probst     | 2e tour (1/16) Erika de Lone | A. Coetzer S. Testud      | 1er tour (1/32) A. Dechaume | Amy Frazier K. Schlukebir |
| 1999  | -                           | -                       | 1er tour (1/32) B. Rittner | Liezel Huber K. Srebotnik | 2e tour (1/16) B. Rittner    | MJ Fernández Monica Seles | -                           | -                         |
| 2000  | 1er tour (1/32) L. Osterloh | N. Dechy Alicia Molik   | -                          | -                         | -                            | -                         | -                           | -                         |

Sous le résultat, la partenaire ; à droite, l’ultime équipe adverse.

### En double mixte
| Année | Open d'Australie | Open d'Australie | Internationaux de France | Internationaux de France | Wimbledon                     | Wimbledon               | US Open | US Open |
| ----- | ---------------- | ---------------- | ------------------------ | ------------------------ | ----------------------------- | ----------------------- | ------- | ------- |
| 1998  | -                | -                | -                        | -                        | 2e tour (1/16) Alex O'Brien   | Cara Black Wayne Black  | -       | -       |
| 1999  | -                | -                | 3e tour (1/8) David Rikl | M. de Swardt David Adams | 1er tour (1/32) Wayne Arthurs | E. Tatarkova A. Florent | -       | -       |

Sous le résultat, le partenaire ; à droite, l’ultime équipe adverse.

## Parcours aux Jeux olympiques

### En simple dames
| # | Date       | Nom de l'olympiade           | Surface    | Résultat        | Ultime adversaire | Score    |          |
| - | ---------- | ---------------------------- | ---------- | --------------- | ----------------- | -------- | -------- |
| 1 | 23/07/1996 | Olympic Tennis Event Atlanta | Dur (ext.) | 1er tour (1/32) | Mary Pierce       | 6-3, 7-5 | Parcours |
| 2 | 19/09/2000 | Olympic Tennis Event Sydney  | Dur (ext.) | 1er tour (1/32) | Patricia Wartusch | 6-4, 6-2 | Parcours |

### En double dames
| # | Date       | Nom de l'olympiade           | Surface    | Résultat                 | Partenaire      | Ultimes adversaires            | Score         |          |
| - | ---------- | ---------------------------- | ---------- | ------------------------ | --------------- | ------------------------------ | ------------- | -------- |
| 1 | 23/07/1996 | Olympic Tennis Event Atlanta | Dur (ext.) | 2e tour (1/8)            | Natasha Zvereva | Jill Hetherington Patricia Hy  | 2-6, 6-4, 6-1 | Parcours |
| 2 | 19/09/2000 | Olympic Tennis Event Sydney  | Dur (ext.) | 4e place (petite finale) | Natasha Zvereva | Els Callens · Dominique Monami | 4-6, 6-4, 6-1 | Parcours |

## Parcours en Fed Cup
| #                                                                                   | Date       | Lieu      | Surface      | Gagnante(s)                              | Perdante(s)                         | Score          |          |
|                                                                                     |            |           |              |                                          |                                     |                |          |
| 1998 - Barrage (groupe mondial II) - Biélorussie - Venezuela - 4 : 1                |            |           |              |                                          |                                     |                |          |
| 1                                                                                   | 25/07/1998 | Minsk     | Dur (int.)   | Olga Barabanschikova                     | María Vento-Kabchi                  | 6-2, 6-2       | Parcours |
| 1                                                                                   | 25/07/1998 | Minsk     | Dur (int.)   | Olga Barabanschikova                     | Milagros Sequera                    | 6-3, 6-2       | Parcours |
| 1                                                                                   | 25/07/1998 | Minsk     | Dur (int.)   | Olga Barabanschikova Nadejda Ostrovskaya | Milagros Sequera María Vento-Kabchi | 7-5, 6-3       | Parcours |
|                                                                                     |            |           |              |                                          |                                     |                |          |
| 1999 - 1/4 de finale (groupe mondial II) - Biélorussie - République tchèque - 1 : 4 |            |           |              |                                          |                                     |                |          |
| 2                                                                                   | 17/04/1999 | Minsk     | Terre (int.) | Květa Hrdličková                         | Olga Barabanschikova                | 6-1, 6-4       | Parcours |
| 2                                                                                   | 17/04/1999 | Minsk     | Terre (int.) | Denisa Chládková                         | Olga Barabanschikova                | 6-3, 6-4       | Parcours |
|                                                                                     |            |           |              |                                          |                                     |                |          |
| 1999 - Barrage (groupe mondial II) - Biélorussie - Slovénie - 3 : 0                 |            |           |              |                                          |                                     |                |          |
| 3                                                                                   | 21/07/1999 | Amsterdam | Dur (ext.)   | Olga Barabanschikova                     | Tina Pisnik                         | 4-6, 6-3, 6-1  | Parcours |
| 3                                                                                   | 21/07/1999 | Amsterdam | Dur (ext.)   | Olga Barabanschikova Natasha Zvereva     | Tina Križan Katarina Srebotnik      | 3-6, 6-3, 6-1  | Parcours |
|                                                                                     |            |           |              |                                          |                                     |                |          |
| 1999 - Barrage (groupe mondial II) - Pays-Bas - Biélorussie - 3 : 0                 |            |           |              |                                          |                                     |                |          |
| 4                                                                                   | 22/07/1999 | Amsterdam | Dur (ext.)   | Miriam Oremans                           | Olga Barabanschikova                | 6-4, 4-6, 7-5  | Parcours |
|                                                                                     |            |           |              |                                          |                                     |                |          |
| 1999 - Barrage (groupe mondial II) - Biélorussie - Japon - 2 : 0                    |            |           |              |                                          |                                     |                |          |
| 5                                                                                   | 23/07/1999 | Amsterdam | Dur (ext.)   | Olga Barabanschikova                     | Yuka Yoshida                        | 6-4, 5-7, 10-8 | Parcours |

## Classements WTA en fin de saison

### En simple
| Année | 1994 | 1995 | 1996 | 1997 | 1998 | 1999 | 2000 | 2001 | 2002 | 2003 | 2004 |
| Rang  | 813  | 260  | 169  | 59   | 61   | 90   | 74   | 781  | 179  | 149  | 435  |

Source : (en) « Classements de Olga Barabanschikova », sur le site officiel du WTA Tour

### En double
| Année | 1994 | 1995 | 1996 | 1997 | 1998 | 1999 | 2000 | 2001 | 2002 | 2003 |
| Rang  | 723  | 348  | 289  | 129  | 97   | 115  | 300  | -    | 333  | 221  |

Source : (en) « Classements de Olga Barabanschikova », sur le site officiel du WTA Tour